# 釋開種
開種法師（1910年11月17日—2004年10月26日），俗名李菊，法名惟德，字號開種，又稱阿好姨、阿好姑，生於日治時期臺北廳金包里堡，圓寂於高雄義永寺。又被人稱作港都高雄的傳奇女性，年輕時家道中落，因緣際會之下進入了高雄樓，成為知名藝旦，後嫁鹽埕仕紳馮課。馮課病逝後，便剃髮出家成為比丘尼，長駐義永寺弘揚佛法。

## 早期經歷

### 出生
童年時期家境小康，擁有今臺北松山機場附近十幾甲土地，後來家道中落。李菊便向當時著名的歌妓田廣蝦學習技藝，使她在待人接物和舉止方面與常人有所不同。
昭和5年（1930）20歲的李菊獨自來到高雄尋求發展，並進入了鹽埕町的高雄樓謀生。  由於能夠流利地使用漢語和日語，並對南管、北管音樂都非常熟悉， 很快地成為了高雄樓受歡迎的「大色藝妲」，曾有人贈她二十八字：「袒胸斷髮長精神，還我文明自在身。莫笑吮唇兼唼舌 ，勝他作態學夫人。」

### 成婚
- 昭和8年（1933）34歲的鹽埕當地富甲馮課到高雄樓應酬時，遇到當時22歲的藝旦李菊，兩人進而相戀結婚。馮課雖已有家庭，仍堅持納李菊為妾，馮課與李菊並無子女，以馮夏蓮為養女[3]。
- 民國37年（1948）馮課順利當選鹽埕區副區長。兩年後（1950）馮課病逝，得年51歲，並為李菊留下遺言：「 妳是絕頂蓋世聰明的人，該如何做就怎麼做，不必問我。」[7] 李菊決意此後淡出政商圈不再改嫁。[8]

## 中期經歷

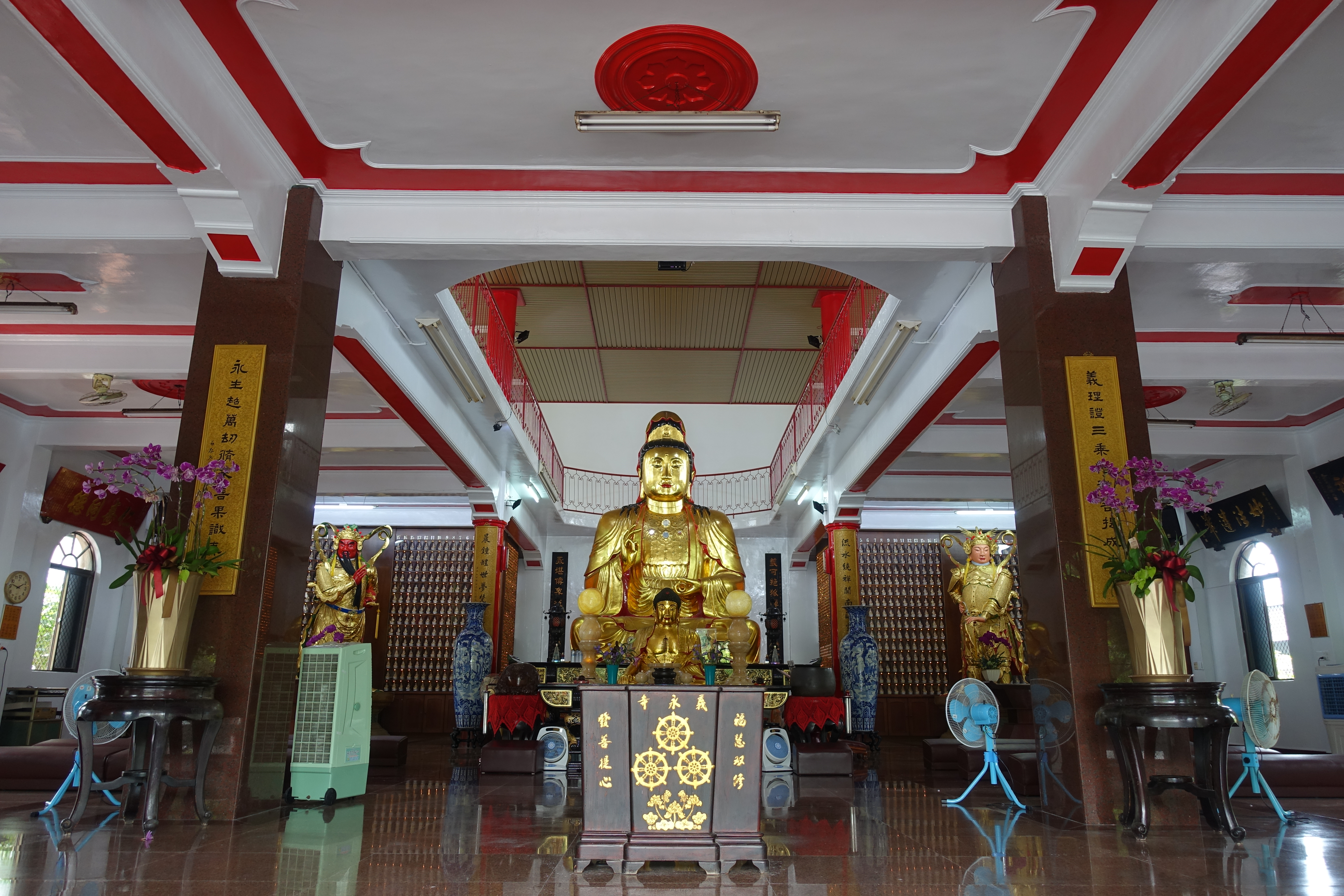
義永寺大殿菩薩

### 接管義永寺
- 民國44年（1955）45歲的李菊正式接掌義永寺。[9]

- 民國51年（1962）10月24日，她受到隆道法師的引導，正式披剃出家，[2] 法號「開種」，並由永傑法師灑甘露水。同年，在大崗山超峰寺接受了具足戒，完成了成為比丘尼的儀式。[5][7]

- 民國57年（1968）隨中華佛教訪問團赴日本訪問，以促進中外文化交流。回國後，便想將義永寺打造成佛教宏法道場和觀光勝地。[10]在開種法師接手後，義永寺逐漸完善了舍利塔、大殿、齋堂和極樂廳等設施，[10] ，使得義永寺成為三民區寶珠溝一帶的重要信仰中心。

### 競選第三屆省議員候選人
- 民國46年（1957）李菊登記參選第三屆臨時省議員選舉，是高雄首位女性參選省議員。[11][12]

## 晚期經歷
- 民國67年（1978）為紀念義敏上人，開種法師於寺中設立「義敏幼稚園」。[7]

- 民國93年（2004）開種法師圓寂於義永寺，享耆壽93歲。[2]

## 外部連結
- 義永寺-李菊-開種法師生平簡介 （页面存档备份，存于）
- 義永寺的Facebook專頁